# David Friedrich Strauß
David Friedrich Strauß (ur. 27 stycznia 1808 w Ludwigsburgu, zm. 8 lutego 1874 tamże) – niemiecki pisarz, filozof i teolog, twierdzący że Ewangelie zawierają głównie zbiory legend, a opisane w nich cuda nie wydarzyły się naprawdę.
Studiował teologię w Tübinger Stift w Tybindze. W 1830 uzyskał tytuł wikarego, a w 1831 tytuł profesora w Maulbronn. Następnie na pół roku przeniósł się do Berlina, żeby słuchać wykładów Hegla i Schleiermachera. Od 1832 wykładał filozofię w Tübinger Stift.
Jego główne dzieło to dwutomowe Das Leben Jesu. Kritisch bearbeitet (1835), w którym dowodził, że historia ewangeliczna jest zbiorem mitów stworzonych w I i II w. n.e. na podstawie starotestamentowych podań o Mesjaszu i że chociaż Jezus nie istniał lub był fanatykiem religijnym, to i tak należy pozostać chrześcijaninem z uwagi na chrześcijańską moralność. Ta postawa spotkała się z krytyką Fryderyka Nietzschego, czemu ten ostatni poświęcił jeden ze swoich esejów. Dzieło Straußa było inspiracją dla Bryana Bruce'a do napisania książki Jezus. Dowody zbrodni.